# Mistrzostwa NCAA Division III w Zapasach w 2016
Mistrzostwa NCAA Division III w zapasach w 2016 roku rozegrane zostały w Cedar Rapids w dniach 11–12 marca. Zawody odbyły się w U.S. Cellular Center. Gospodarzami turnieju były Coe College & Cornell College.
- Outstanding Wrestler – Riley Lefever

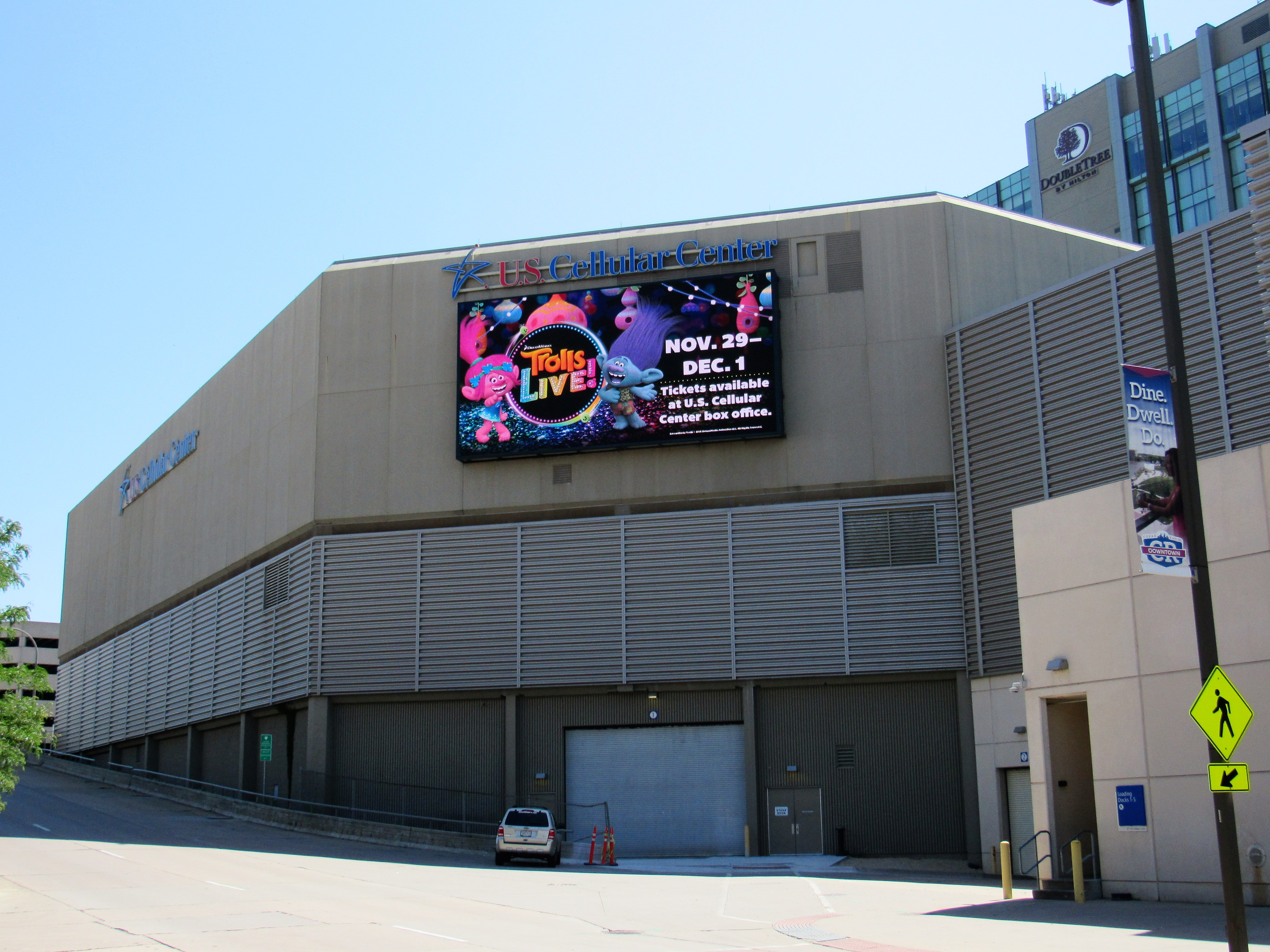

Punkty zdobyły 52 drużyny.

## Wyniki

### Drużynowo
| Kolejność | Szkoła                                           | Zespół        |
| --------- | ------------------------------------------------ | ------------- |
| 1.        | Wartburg College                                 | Knights       |
| 2.        | Messiah College                                  | Falcons       |
| 3.        | Luther College                                   | Norse         |
| 4.        | Wabash College                                   | Little Giants |
| 5.        | Augsburg University                              | Auggies       |
| 6.        | University of Wisconsin–La Crosse                | Eagles        |
| 7.        | State University of New York College at Cortland | Red Dragons   |
| 8.        | Stevens Institute of Technology                  | Ducks         |

### All American

#### 125 lb
| Lp. | Zawodnik        | Szkoła                 |
| --- | --------------- | ---------------------- |
| 1.  | Lucas Malmberg  | Messiah                |
| 2.  | CJ Pestano      | Central                |
| 3.  | Jacob Spearman  | Washington & Jefferson |
| 4.  | Zac Denny       | Wisconsin–Whitewater   |
| 5.  | Arnulfo Olea    | Wartburg               |
| 6.  | Jakob Stageberg | Concordia–Moorhead     |
| 7.  | James Kaishian  | Ithaca                 |
| 8.  | Jan Rosenberg   | Coe                    |

#### 133 lb
| Lp. | Zawodnik        | Szkoła              |
| --- | --------------- | ------------------- |
| 1.  | Devin Broukal   | Wabash              |
| 2.  | Nathan Pike     | New York            |
| 3.  | Dustin Weinmann | Wisconsin–La Crosse |
| 4.  | Ryan O’Boyle    | McDaniel            |
| 5.  | Jesse Gunter    | Baldwin Wallace     |
| 6.  | Phillip Opelt   | Cornell             |
| 7.  | Connor Campo    | Wartburg            |
| 8.  | Romeo Riley     | Alma                |

#### 141 lb
| Lp. | Zawodnik         | Szkoła               |
| --- | ---------------- | -------------------- |
| 1.  | Drew Van Anrooy  | Luther               |
| 2.  | Jimmy Nehls      | Elmhurst             |
| 3.  | Nathaniel Behnke | Wisconsin–Eau Claire |
| 4.  | Justin Kihn      | Heidelberg           |
| 5.  | Gregory Warner   | York                 |
| 6.  | Chris Williams   | Millikin             |
| 7.  | Jeremy Border    | Mount Union          |
| 8.  | Shawn Giblin     | Rhode Island         |

#### 149 lb
| Lp. | Zawodnik       | Szkoła          |
| --- | -------------- | --------------- |
| 1.  | Kenneth Martin | Wartburg        |
| 2.  | Trevor Engle   | Cornell         |
| 3.  | Daniel Mirman  | John Carroll    |
| 4.  | Seth Lansberry | Lycoming        |
| 5.  | Blake Santi    | Elmhurst        |
| 6.  | Dakota Gray    | Luther          |
| 7.  | Rashad Kennedy | Augsburg        |
| 8.  | Joey Gaccione  | Johnson & Wales |

#### 157 lb
| Lp. | Zawodnik         | Szkoła        |
| --- | ---------------- | ------------- |
| 1.  | Robert Dierna    | SUNY–Cortland |
| 2.  | Drew Wagenhoffer | Wartburg      |
| 3.  | Jorge Lopez      | Williams      |
| 4.  | Larry Cannon     | Messiah       |
| 5.  | Tristan Zurfluh  | Luther        |
| 6.  | Logan Meister    | Ferrum        |
| 7.  | Grant Parker     | Augsburg      |
| 8.  | Nick Bova        | Wabash        |

#### 165 lb
| Lp. | Zawodnik         | Szkoła                  |
| --- | ---------------- | ----------------------- |
| 1.  | Logan Hermsen    | Wisconsin–Stevens Point |
| 2.  | Nicholas Michael | Wartburg                |
| 3.  | Nolan Barger     | Lycoming                |
| 4.  | Colin Navickas   | Stevens Institute       |
| 5.  | Eric Hensel      | Augsburg                |
| 6.  | Jeff Hojnacki    | Messiah                 |
| 7.  | Nick Velez       | Ithaca                  |
| 8.  | Farai Sewera     | Coe                     |

#### 174 lb
| Lp. | Zawodnik         | Szkoła                 |
| --- | ---------------- | ---------------------- |
| 1.  | Ben Swarr        | Messiah                |
| 2.  | Eric Devos       | Wartburg               |
| 3.  | Ryan Harrington  | Coe                    |
| 4.  | Tyler Schneider  | Wisconsin–La Crosse    |
| 5.  | Sonnieboy Blanco | Washington & Jefferson |
| 6.  | Joshua Sibblies  | Centenary              |
| 7.  | Garrett Beaman   | St. Olaf               |
| 8.  | Doug Hamann      | New Jersey             |

#### 184 lb
| Lp. | Zawodnik       | Szkoła              |
| --- | -------------- | ------------------- |
| 1.  | Riley Lefever  | Wabash              |
| 2.  | Josh Thomson   | Messiah             |
| 3.  | AJ Kowal       | Stevens Institute   |
| 4.  | Justin Kreiter | Luther              |
| 5.  | Carlos Toribio | Ithaca              |
| 6.  | Austin Cook    | Wisconsin–La Crosse |
| 7.  | Brandon Conrad | Rhode Island        |
| 8.  | Jeff Palmeri   | Brockport           |

#### 197 lb
| Lp. | Zawodnik       | Szkoła          |
| --- | -------------- | --------------- |
| 1.  | David Welch    | Roger Williams  |
| 2.  | Gerard Roman   | Wartburg        |
| 3.  | Joe Giaramita  | SUNY–Cortland   |
| 4.  | Angus Arthur   | Adrian          |
| 5.  | Jamie Jakes    | Alma            |
| 6.  | Ricky Fisher   | Merchant Marine |
| 7.  | Michael Swider | Wheaton         |
| 8.  | Malcolm Watson | Loras           |

#### 285 lb
| Lp. | Zawodnik          | Szkoła            |
| --- | ----------------- | ----------------- |
| 1.  | Zachery Roseberry | Delaware          |
| 2.  | Donny Longendyke  | Augsburg          |
| 3.  | Lance Evans       | Wartburg          |
| 4.  | Trevor Maresh     | Alma              |
| 5.  | Paul Triandafilou | Gettysburg        |
| 6.  | Jason Wright      | Messiah           |
| 7.  | Tyler Maher       | Stevens Institute |
| 8.  | Conner Herman     | Luther            |